# Voblast de Vitebsk
La voblast de Vitsiebsk (en biélorusse : Вiцебская во́бласць, Vitsiebskaïa vo'blast) ou oblast de Vitebsk (en russe : Ви́тебская о́бласть, Vi'tebskaïa oblast) est une subdivision de la Biélorussie. Son chef-lieu est la ville de Vitebsk (Vitsiebsk).

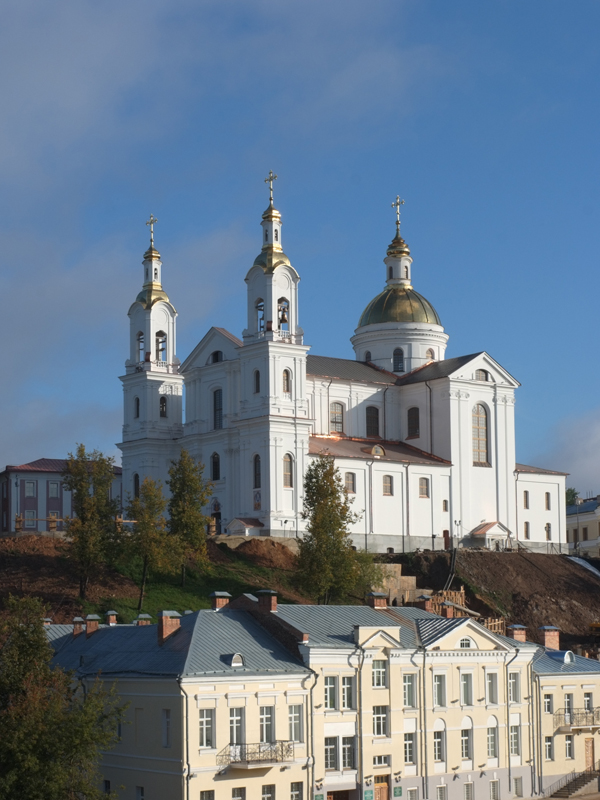
Cathédrale de l'Assomption, Vitebsk

## Géographie

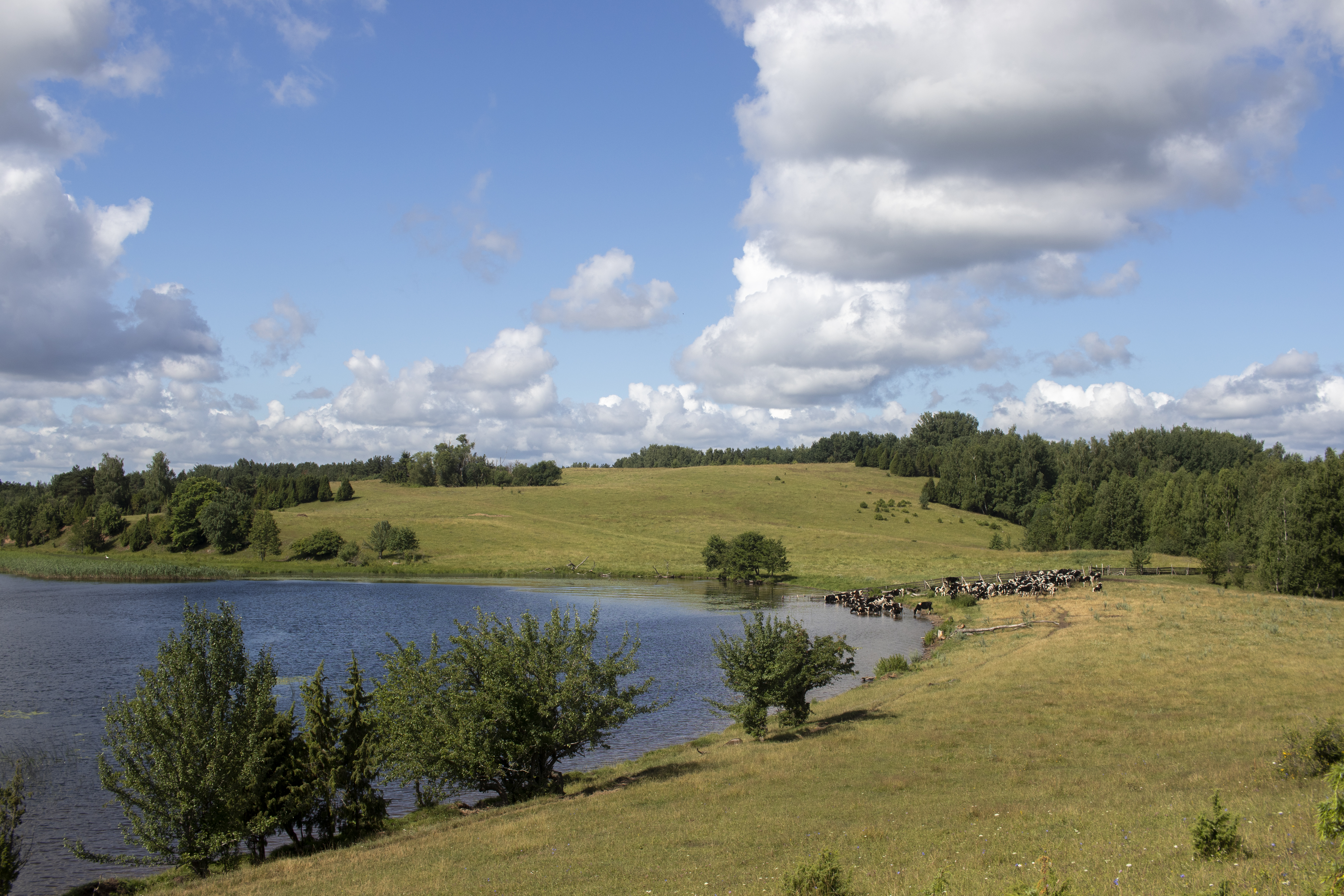
Le Неспіш, dans l'oblast de Vitebsk. Juillet 2022.

La voblast de Vitsiebsk couvre une superficie de 40 050,32 km2. Elle est bornée au nord par la Lituanie et la Lettonie, à l'est par la Russie et Smolensk, au sud par Moguilev, à l'ouest par la voblast de Minsk et la voblast de Hrodna. 
La Dvina occidentale et la Velikaia sont les principales rivières qui arrosent la voblast. Plusieurs lacs sont favorables à la culture du chanvre et du lin.
Les habitants de cette région vivent essentiellement de l'élevage de bétail et d'apiculture.

## Démographie
| Année | Population | Naissances annuelles | Décès annuels | Solde naturel annuel | Taux de natalité (‰) | Taux de mortalité (‰) | Solde naturel (‰) | Indice de fécondité |
| ----- | ---------- | -------------------- | ------------- | -------------------- | -------------------- | --------------------- | ----------------- | ------------------- |
| 2004  | 1 297 890  | 10 290               | 21 237        | -10 947              | 7,9                  | 16,4                  | -8,5              | 1,13                |
| 2005  | 1 281 644  | 10 733               | 21 186        | -10 453              | 8,4                  | 16,5                  | -8,1              | 1,19                |
| 2006  | 1 266 626  | 11 371               | 20 046        | -8 675               | 9,0                  | 16,4                  | -7,4              | 1,27                |
| 2007  | 1 253 356  | 11 886               | 19 761        | -7 875               | 9,5                  | 15,8                  | -6,3              | 1,34                |
| 2008  | 1 242 352  | 12 320               | 19 754        | -7 434               | 9,9                  | 15,9                  | -6,0              | 1,41                |
| 2009  | 1 233 456  | 12 579               | 20 046        | -7 467               | 10,2                 | 16,3                  | -6,1              | 1,44                |
| 2010  | 1 225 660  | 12 415               | 20 434        | -8 019               | 10,1                 | 16,7                  | -6,6              | 1,42                |
| 2011  | 1 217 937  | 12 348               | 19 713        | -7 365               | 10,1                 | 16,2                  | -6,1              | 1,42                |
| 2012  | 1 211 028  | 13 193               | 18 689        | -5 496               | 10,9                 | 15,4                  | -4,5              | 1,53                |
| 2013  | 1 205 075  | 13 386               | 18 556        | -5 170               | 11,1                 | 15,4                  | -4,3              | 1,58                |
| 2014  | 1 200 322  | 13 370               | 17 622        | -4 252               | 11,1                 | 14,7                  | -3,6              | 1,60                |
| 2015  | 1 196 050  | 13 370               | 17 532        | -4 162               | 11,2                 | 14,7                  | -3,5              | 1,62                |
| 2016  | 1 190 784  | 13 180               | 17 365        | -4 185               | 11,1                 | 14,6                  | -3,5              | 1,63                |

## Localités
Villes importantes :
- Novopolotsk
- Orcha
- Vitebsk

Localités secondaires :
- Choumilina
- Rassony

## Transport
La région est desservie par la gare centrale d'Orcha, gare de Polotsk, la gare de Vitebsk et l'aérodrome d'Orcha.